# Herbert Goldstein
Herbert Goldstein (26 de juny de 1922 – 12 de gener de 2005) fou un físic americà i autor del reputat llibre de text Mecànica Clàssica.

## Vida i obra
Herbert Goldstein va rebre el títol de Bachelor in Science pel City College de Nova York el 1940 i es va doctorar al Massachusetts Institute of Technology el 1943.
De 1942 a 1946, Goldstein va treballar al laboratori de guerra de radiació al M.I.T., on va endinsar-se en la recerca en teoria de guies d'ona i magnetrons i en les característiques dels ecos de radar. Fou instructor del departament de física a la Universitat Harvard de 1946 a 1949. Els anys 1949–50 fou associat postdoctoral a l'AEC, i va treballar com a professor convidat a la Universitat de Brandeis els anys 1952–53. Des de 1950, Goldstein fou membre de la Corporació de Desenvolupament Nuclear d'Amèrica, on va dirigir la recerca teòrica en el blindatge de reactors nuclears i sobre les seccions de creuament deneutrons d'interès per disseny de reactors.
Des de 1961 Goldstein fou professor de ciències i enginyeria nuclears a la Universitat de Colúmbia, d'on va esdevenir professor emèrit.
Goldstein va guanyar el Premi Ernest Orlando Lawrence el 1962 per les seves "contribucions a la física de reactors i a les seccions de creuament nuclear, i pel seu lideratge en l'establiment d'una base científica racional pel disseny de blindatge nuclear".
Fou membre fundador i serví com a president de l'Associació de Científics Jueus Ortodoxos. Va ser enterrat a Israel.

## Llibres
- H. Goldstein, Mecànica Clàssica, Addison-Wesley, 1950.  [3]
- H. Goldstein, Aspectes fonamentals de blindatge de reactors, Addison-Wesley, 1959.
- H. Goldstein, Mecànica Clàssica (2ª Edició), Addison-Wesley, 1980. ISBN 0201029189
- H. Goldstein, J. L. Brut, R. E. Pollack, i R. B. Blumberg, L'Experiència Científica, Universitat de Colúmbia, 1996.
- H. Goldstein, C. P. Poole, J. L. Safko, Mecànica Clàssica (3ª Edició), Addison-Wesley, 2001. ISBN 0201657023